# Santísima Trinidad
 (août 2012).

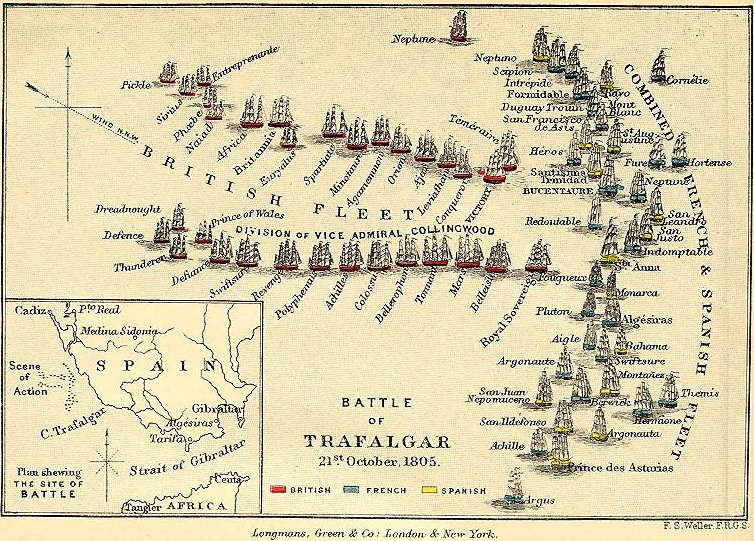
Carte d'époque de la bataille de Trafalgar, on voit le Santísima Trinidad faisant face au de l'amiral Nelson

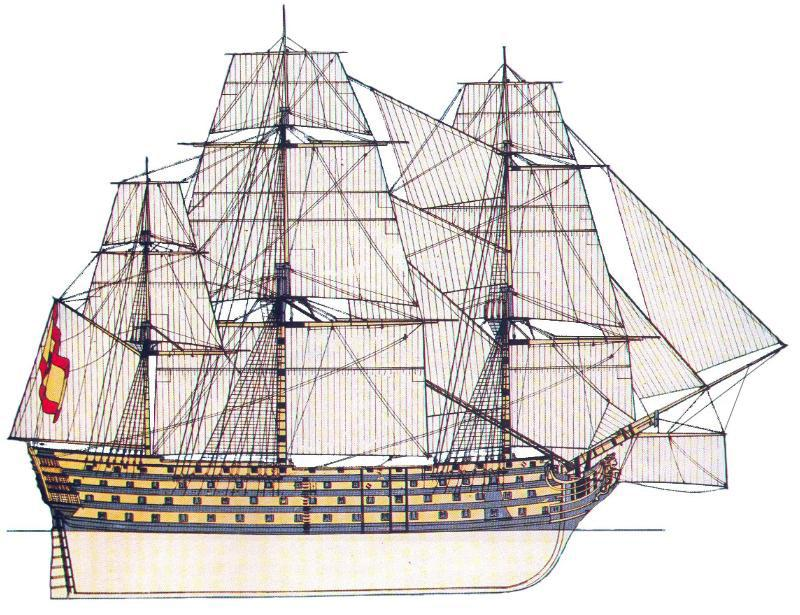
Vue latérale du Santísima Trinidad avec 4 ponts et 140 canons.

Le Santísima Trinidad (« Sainte Trinité »), surnommé « El Escorial de los mares », est un navire de ligne de 1er rang possédant jusqu'à 136 canons, lesquels étaient disposés sur quatre ponts.
Avec près de 5 000 tonnes il fut longtemps le navire le plus grand au monde, nettement devant ses contemporains HMS Victory et Bretagne, jusqu'à la construction des vaisseaux de la classe Océan dont le premier exemplaire est le Commerce de Marseille lancé à Toulon en 1788.

## Construction
Ses plans ont été conçus par l'architecte naval irlandais Matthew Mullan nommé aussi Mateo Mullán.
Construit à La Havane, à partir de 1766, en bois de cèdre américain, il est lancé en 1769 avec trois ponts et 112 canons sous le nom de Santísima Trinidad, nom officiel à partir du 12 mars 1768; à ne pas confondre toutefois avec le galion de Manille Santísima Trinidad y Nuestra Señora del Buen Fin, lancé en 1751.

## Carrière

### La guerre d'indépendance américaine: une participation peu convaincante (1779-1783)
Le navire souffre des mêmes défauts de construction que tous les vaisseaux espagnols de l'époque. Construit à La Havane en bois de cèdre et d'acajou, il est très solide mais aussi très lourd, et de ce fait est peu manœuvrant, d'autant qu'il n'est pas doublé de cuivre, contrairement aux vaisseaux anglais et français (à partir de 1775) et que son gréement est de mauvaise qualité.
Son abondante artillerie ne fait guère illusion non plus, car les canons espagnols sont d'un calibre plus faible que ceux des marines française et anglaise. De plus, nombre d'entre eux sont de facture médiocre et s'enrayent au bout de quelques dizaines de coups. L'ambassadeur de France à Madrid, M. de Montmorin, bon observateur militaire, note aussi le manque d'entraînement des matelots et des officiers, alors que la corruption règne dans les arsenaux espagnols.
Une situation que l'on trouve par ailleurs sur tous les vaisseaux espagnols et dont sont parfaitement conscients les adversaires anglais, mais aussi les alliés français, sans illusions sur les qualités militaires réelles de ce navire très haut sur l'eau, couvert de dorures et statues de bois comme on le faisait au XVIIe siècle, mais qui sont totalement anachroniques dans les années 1760-1780. Une « citadelle flottante », selon Jean-Christian Petitfils, mais qui est à l'image de l'Espagne de cette période, pays qui cherche à retrouver le rang mondial qu'il avait jusqu'au XVIIe siècle, mais sans en avoir vraiment les moyens, derrière la puissance affichée de ses vaisseaux couverts de dorures et de bouches à feux. L'abbé de Véri, lui aussi bon observateur militaire, note en 1776 que « le roi d'Espagne, fier d'une marine qu'il croit superbe par l'apparence de ses vaisseaux, fait des efforts continus pour l'engager. Il ignore (...) que ces carcasses de vaisseaux, plus belles que partout ailleurs, ne sont servies que par des hommes peu capables et en trop petit nombre. »
Une faible efficacité militaire que la participation à la guerre d'indépendance américaine, comme navire amiral, ne fait que confirmer. Le gros vaisseau, aux ordres de l'orgueilleux et hiératique don Luis de Córdova y Córdova (76 ans), se traîne dans l'Atlantique lors de la concentration navale franco-espagnole de 1779. Les Français passent des semaines au large de Brest à attendre l'arrivée de l'escadre espagnole et de son vaisseau amiral, retard largement responsable de l'échec de cette campagne qui avait normalement pour but de débarquer en Angleterre.
Le Santísima Trinidad participe ensuite au second siège de Gibraltar, sans grand succès non plus : au combat du cap Spartel (Octobre 1782), le « mastodonte doré » (Jean-Christian Petitfils), à la tête des 48 vaisseaux français et espagnols massés devant la forteresse anglaise se montre absolument incapable d'intercepter le grand convoi de ravitaillement conduit par Howe. Échec autant imputable à la lenteur du navire qu'aux erreurs de commandement de Luis de Cordova y Cordova.

### La bataille du cap Saint-Vincent
En 1795 le vaisseau est largement remanié et on lui installe un quatrième pont continu de sorte à pouvoir disposer de 136 bouches à feu.
Il est vaisseau amiral de Don José de Cordoba lors de la bataille du cap Saint-Vincent (14 février 1797) où s'illustre un jeune lieutenant de vaisseau nommé Nelson. Entouré de nombreux vaisseaux ennemis (HMS Blenheim (90 canons), HMS Orion (74), HMS Irresistible (74) et HMS Excellent (74)), il échappe de peu à la capture. Largement démâté, la moitié de son équipage tué ou blessé, il amène ses couleurs, mais les Anglais ne parviennent pas à s'en emparer avant qu'il soit secouru par le Pelayo (74 canons) et le Principe de Asturias (112 canons). Quelques jours plus tard le Santísima Trinidad est repéré de nouveau et attaqué, vainement, par l'HMS Terpsichore (1785) du capitaine Richard Bowen (en). Il parvient tant bien que mal à rallier Cadix pour réparer.

### L'agonie d'un géant à Trafalgar

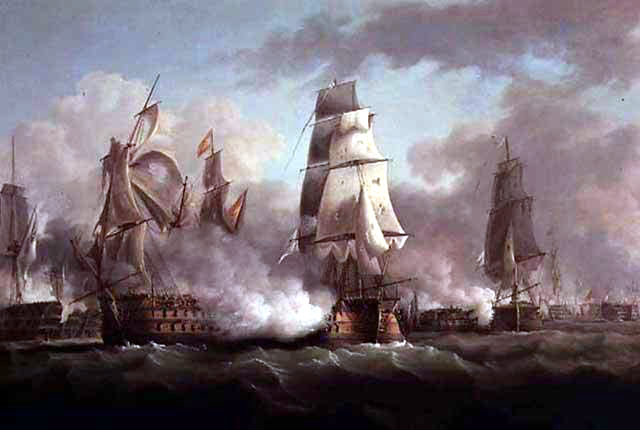
Le Santísima Trinidad sous le feu du à Trafalgar.

C'est déjà un navire ancien qui retrouve Lord Nelson à la bataille de Trafalgar le 21 octobre 1805 où, commandé par le capitaine Francisco Javier Uriarte, il porte la marque de l'amiral Baltasar Hidalgo de Cisneros. Il est placé au centre de la ligne franco-espagnole, juste en avant du Bucentaure à bord duquel se trouve l'amiral Pierre Charles Silvestre de Villeneuve. Sans doute en raison de son aspect imposant, il est pris pour ligne de cap par l'escadre de Nelson à bord du HMS Victory. Durant toute la bataille, le Santisima Trinidad se retrouve au cœur de la mêlée pendant laquelle il voit converger vers lui les vaisseaux de Nelson. Pendant plus de 4 heures, il fait face au feu ininterrompu de nombreux ennemis. Sévèrement touché, ayant perdu deux mâts, le tiers de son équipage tué ou blessé, il semble être le dernier à amener son pavillon et se rend au HMS Neptune, juste avant la nuit. Très endommagé, il est remorqué par le HMS Prince quand il disparait dans la tempête le 24 octobre, causant la perte de quelque 300 marins, sans doute sabordé par ses ravisseurs anglais, craignant qu'il ne soit repris lors de la contre-attaque du capitaine Cosmao Kerjulien.

## Navire musée
Une réplique grandeur nature se trouve dans le port d'Alicante et servait de navire musée. Il est désormais fermé au public, ayant besoin de lourdes réparations et a dû être déplacé de son emplacement d'origine.

## Galerie historique

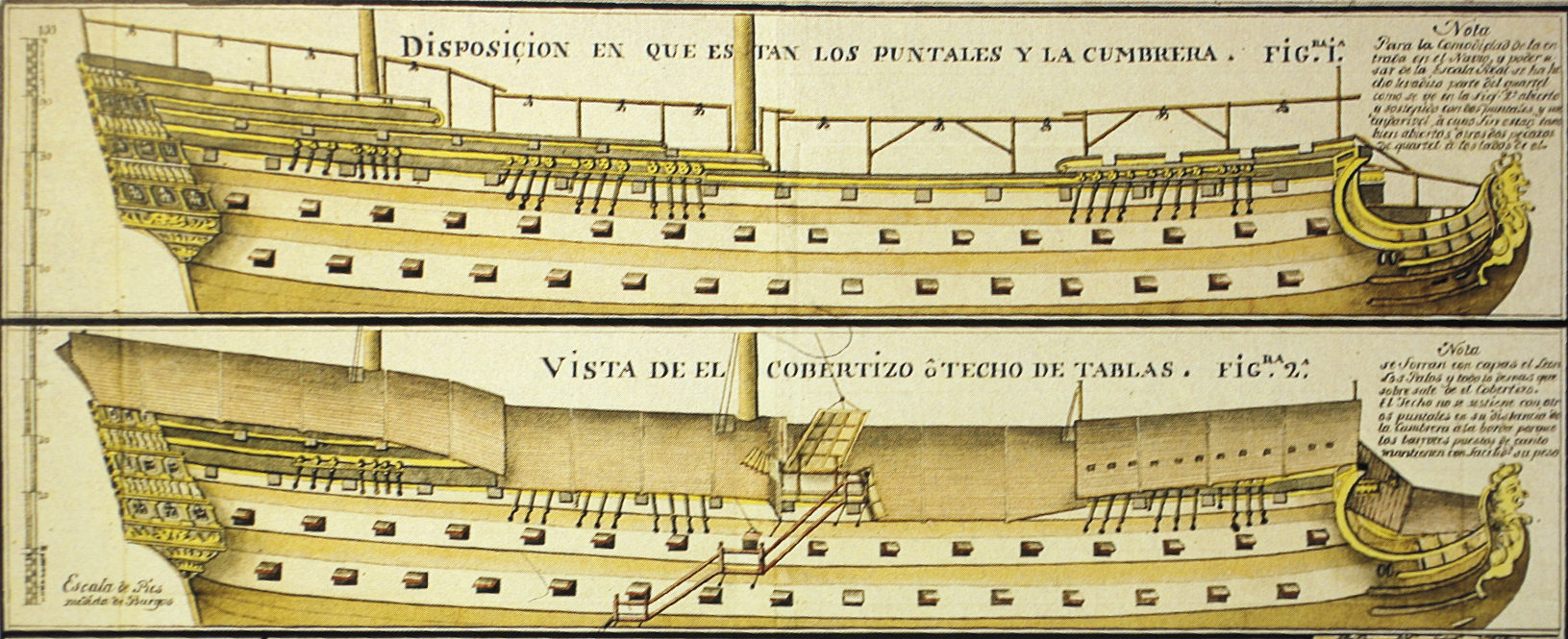
Plan schématique du Santissima Trinidad avant sa conversion en un quatre ponts, avec trois ponts. Le navire, construit à La Havane est superbe, mais il est trop lourd, lent et peu manœuvrant.
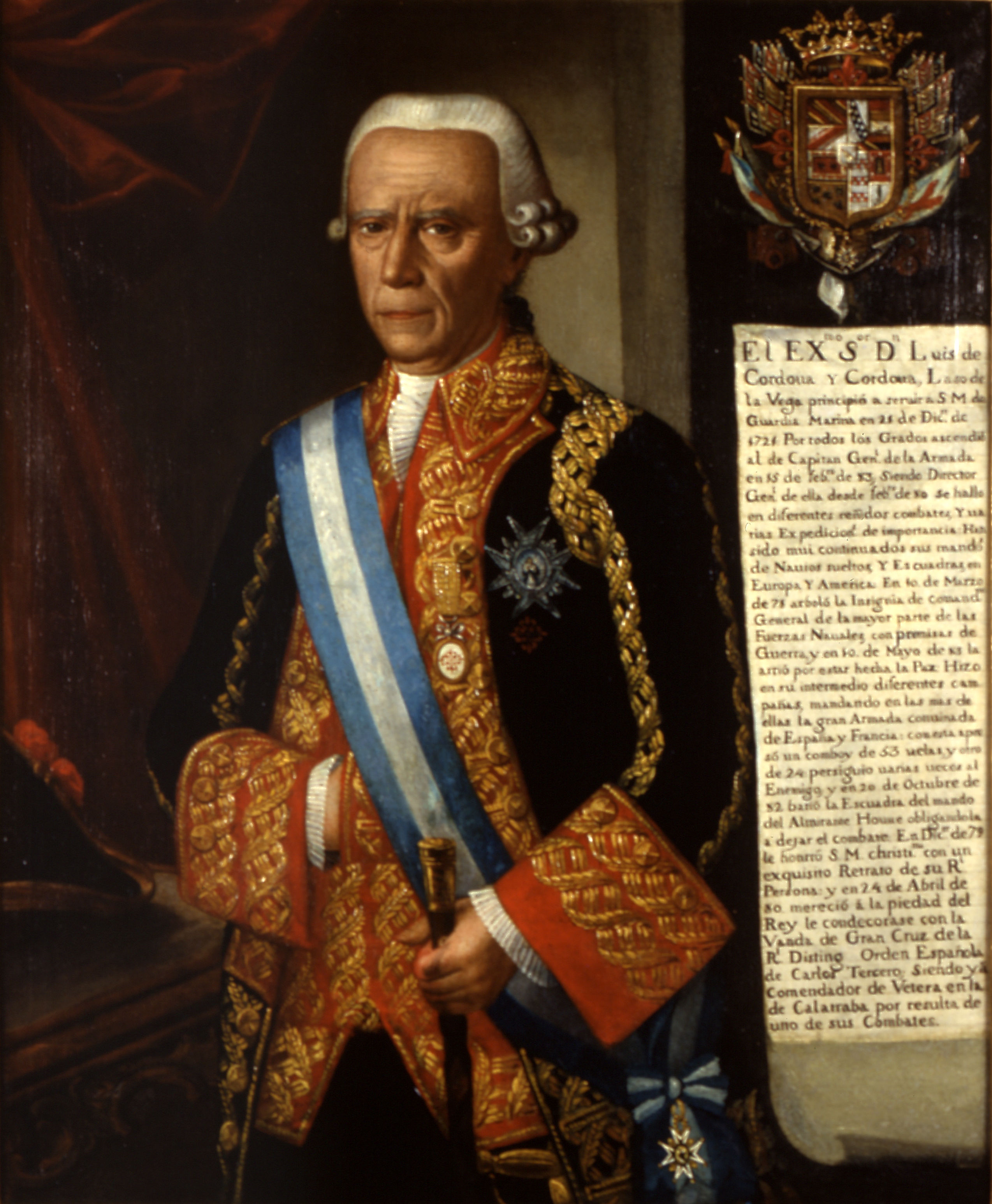
Le Santissima Trinidad sert de navire-amiral à Luis de Córdova y Córdova (76 ans) pendant la guerre d'indépendance des États-Unis et lors du siège de Gibraltar.
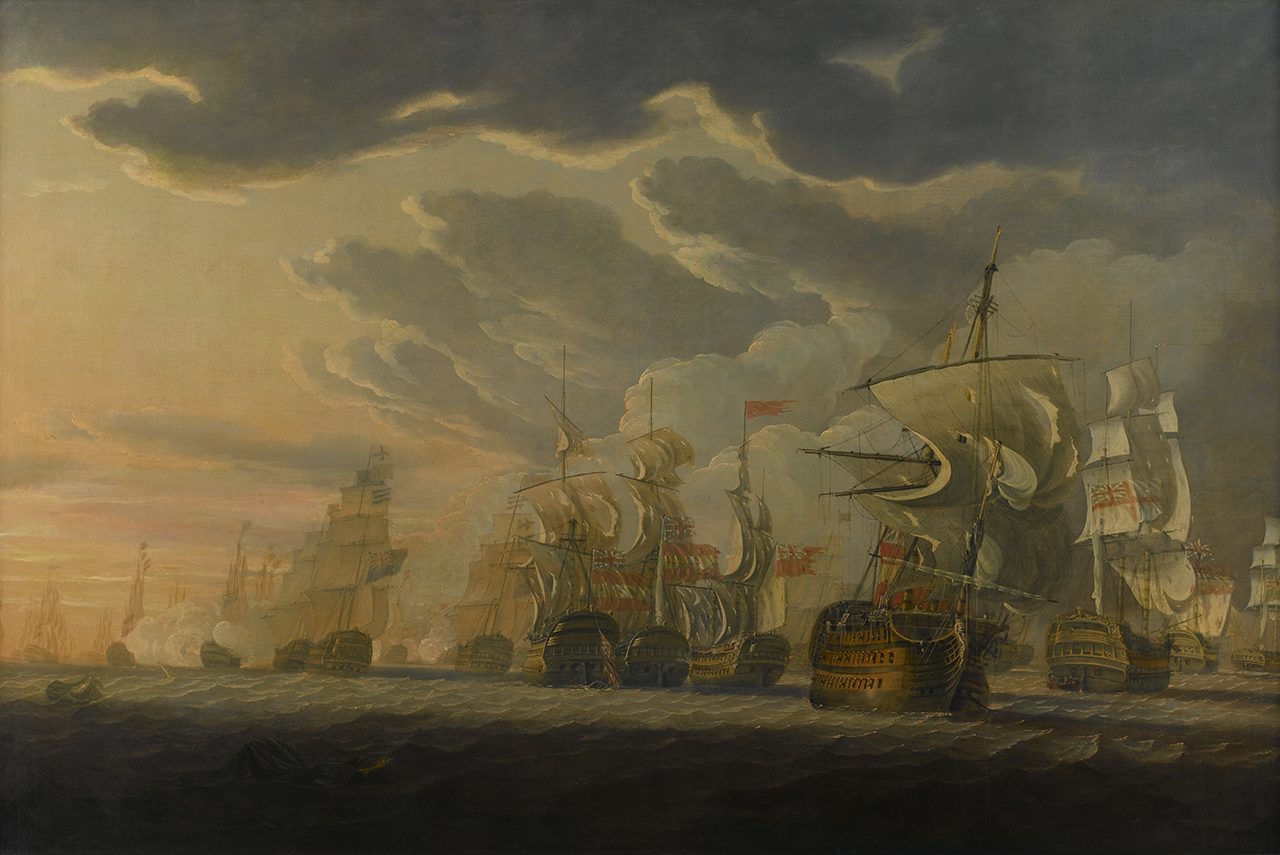
La bataille du cap Saint-Vincent par Robert Cleveley. Le Santissima Trinidad y est très gravement endommagé.
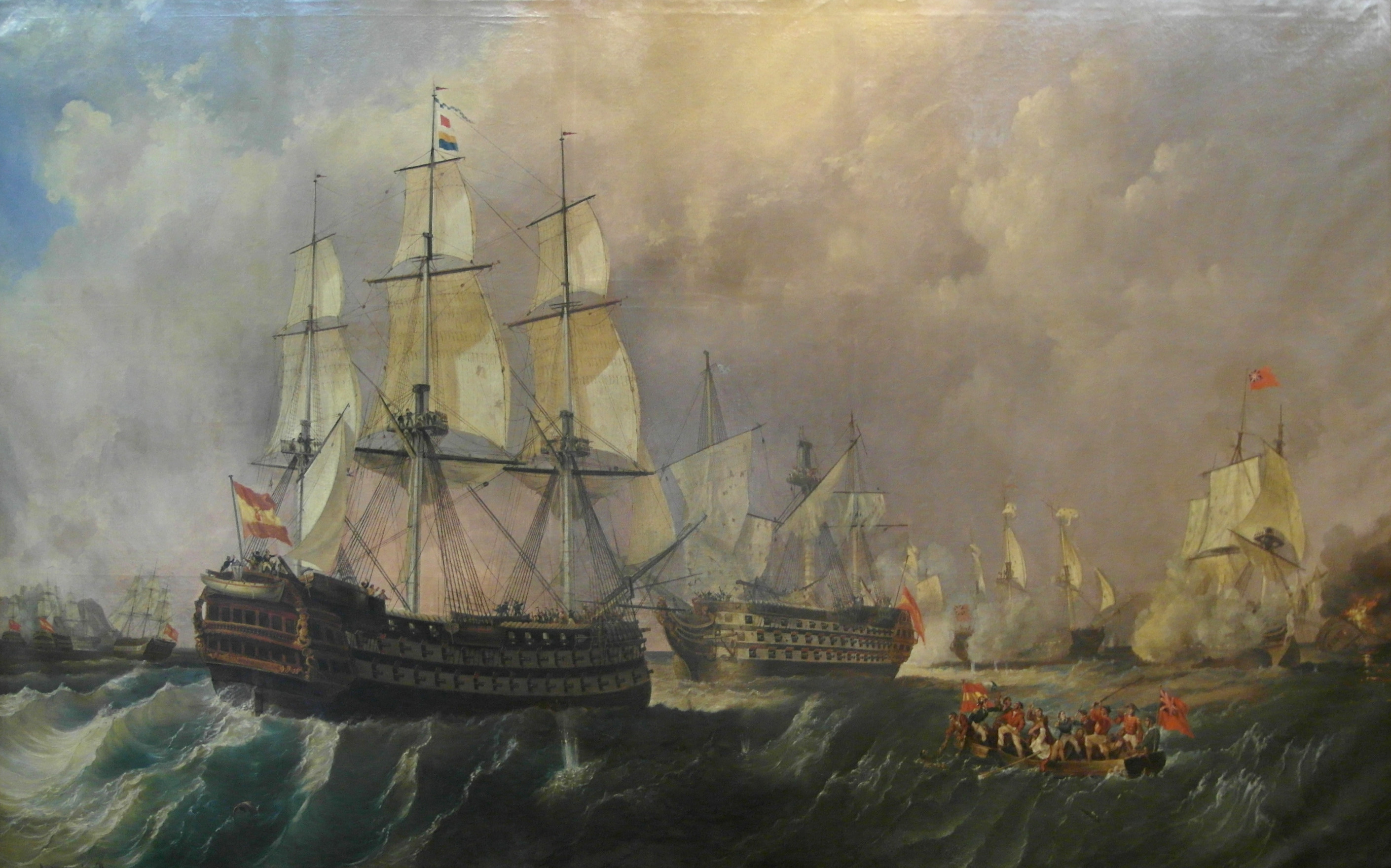
Le Pelayo (Desaix 1804) secourant le Santisima Trinidad à la bataille du cap Saint-Vincent, le 14 février 1797.
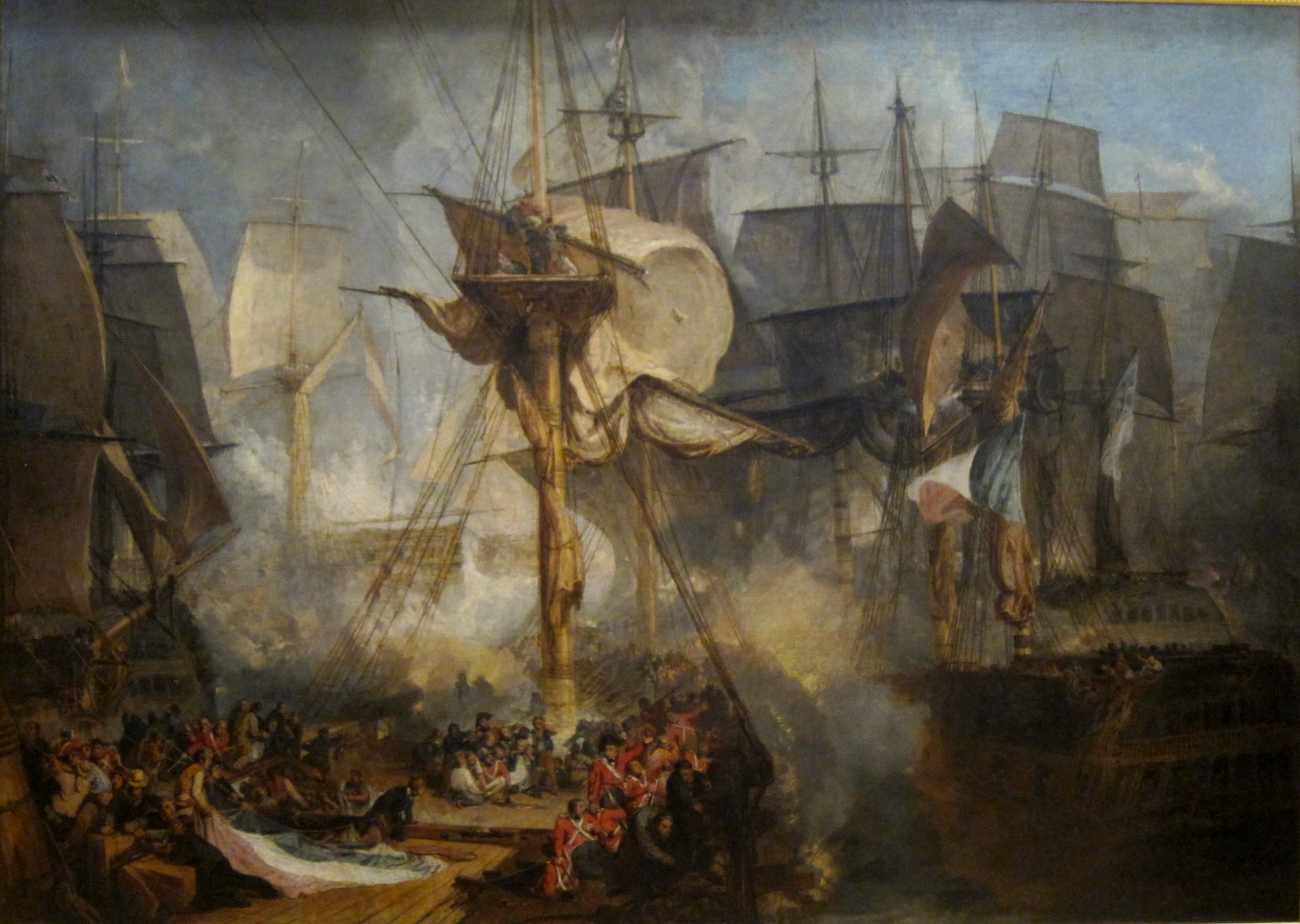
Au cœur de la bataille de Trafalgar, par William Turner, (1806-1808). Le Santisima Trinidad, capturé, coule après la bataille.
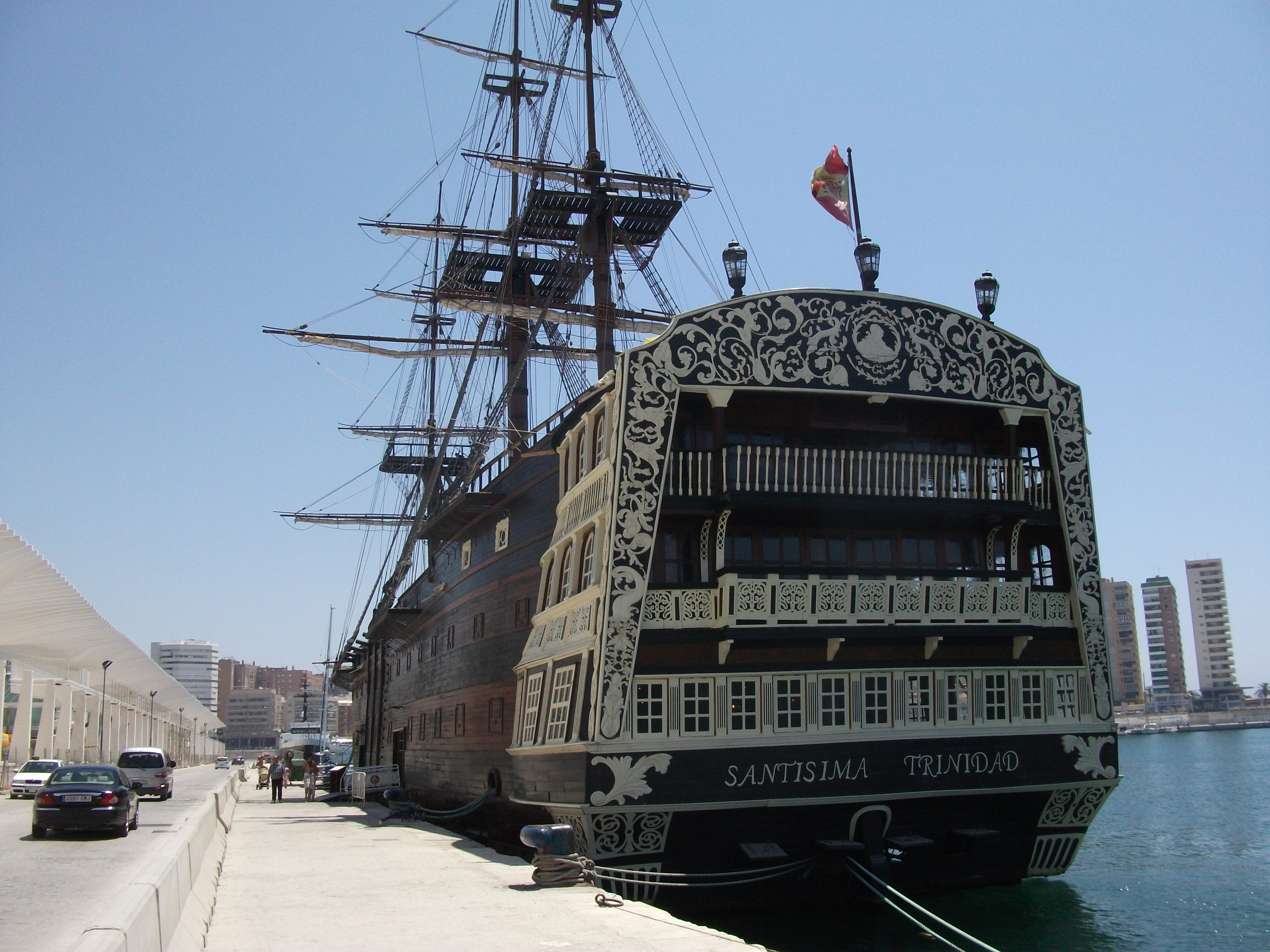
La réplique touristique du navire-musée Santisima Trinidad à Alicante .

### Sources et bibliographie
- (en) John D. Harbron, Trafalgar and the Spanish Navy : the Spanish experience of sea power, Annapolis (Md.), Naval institute press, 1988, 178 p. (ISBN 0-87021-695-3)
- Étienne Taillemite, Louis XVI ou le navigateur immobile, Paris, éditions Payot, coll. « Portraits intimes Payot », 15 mars 2002, 272 p. (ISBN 2-228-89562-8)
- Jean-Christian Petitfils, Louis XVI, Paris, éditions Perrin, avril 2005, 1116 p. (ISBN 2-262-01484-1)
- Michel Vergé-Franceschi (dir.), Dictionnaire d'Histoire maritime, Paris, éditions Robert Laffont, coll. « Bouquins », 2002, 1508 p. (ISBN 2-221-08751-8 et 2-221-09744-0)